# Iujni (Vladímir)
Iujni - Южный (rus) - és un possiólok a l'óblast de Vladímir, a Rússia; amb 125 habitants segons el cens del 2010. Pertany al districte municipal de Mélenki.